# NGC 769
NGC 769 este o galaxie spirală situată în constelația Triunghiul. A fost descoperită în 9 noiembrie 1866 de către Édouard Stephan⁠(d). Se află la o distanță de 54,2 de megaparseci de Pământ.